# Juvenalij (Tarasov)
Juvenalij (světským jménem: Spiridon Alexejevič Tarasov; 29. dubna 1929, Bolšemečetnyj – 13. ledna 2013, Kursk) byl ruský duchovní Ruské pravoslavné církve a metropolita kurský a rylský.

## Život
Narodil se 29. dubna 1929 v chutoru Bolšemečetnyj v Rostovské oblasti do kozácké rodiny.
Roku 1937 byl zatčen se svou rodinou a prohlášen za nepřítele lidu. Jeho otce zastřelili a matka s pěti syny zůstala na ulici. Od dubna 1944 pracoval se svým bratrem v dolech a zároveň navštěvovali večerní školu pro pracující mládež.
Po službě v Sovětské armádě pracoval na jatkách skotu.
Roku 1953 dokončil studium na Saratovském duchovním semináři a 2. srpna byl metropolitou rostovským a novočerkasským Veniaminem (Fedčenkovem) rukopoložen na diákona a 4. srpna na jereje. Stal se knězem v modlitebním domě svatého archanděla Michaela v Šachty.
V letech 1953–1962 sloužil v modlitebních domech v Šachty a Novošachtinsku. Poté působil jako kněz v chrámu svatého velikomučedníka Jiřího Vítězného v chutoru Kirejevka. Roku 1967 se vrátil sloužit do města Šachty.
Dne 26. června 1968 byl v Trojicko-sergijevské lávře představeným lávry archimandritou Platonem (Lobankovem) postřižen na monacha se jménem Juvenalij na počest svatého Juvenalija, patriarchy jeruzalémského.
Roku 1969 byl povýšen na igumena a od ledna 1970 byl představeným katedrálního chrámu Zesnutí přesvaté Bohorodice v Penze. Byl členem eparchiální rady a blagočinným 1. okruhu penzenské eparchie. Na Velikonoce roku 1975 byl povýšen na archimandritu.
Dne 11. listopadu 1975 byl Svatým synodem zvolen biskupem voroněžským a lipeckým.
Dne 16. listopadu 1975 proběhla v chrámu Svaté Trojice Alexandro-Něvské lávry jeho biskupská chirotonie. Světiteli byli metropolita leningradský a novgorodský Nikodim (Rotov), biskup penzenský a saranský Melchisedek (Lebeděv), biskup kalininský a kašinský Germogen (Orechov), biskup vologdský a velikoustjužský Damaskin (Bodryj) a biskup tichvinský Meliton (Solovjov).
Dne 16. července 1982 byl ustanoven arcibiskupem irkutským a čitským, dočasným správcem chabarovské eparchie.
Dne 26. prosince 1984 byl jmenován arcibiskupem kurským a bělgorodským.
Dne 23. února 1993 mu byl v souvislosti se zřízením bělgorodského vikariátu změněn titul na kurský a rylský.
Dne 25. února 2000 byl v chrámu Zjevení Páně v Moskvě povýšen patriarchou moskevským Alexijem II. na metropolitu.
Dne 31. května 2004 mu guvernér Kurské oblasti udělil čestné občanství Kurské oblasti.
Po dosažení 75 roku požádal o odchod do penze. Dne 17. srpna 2004 byl Svatým synodem penzionován a jako místo pobytu mu bylo určeno město Kursk. Stejného roku byl postřižen do velké schimy se jménem Juvenalij na počest svatého mučedníka Juvenalija (Maslovského), arcibiskupa rjazaňského.
Zemřel brzy ráno 13. ledna 2013 po dlouhé nemoci. Pohřben byl 15. ledna při katedrálním chrámu ikony Matky Boží Znamení v Kursku.